# Ravine Cachibour
Die Ravine Cachibour ist ein Bach auf der Karibikinsel St. Lucia.

## Geographie
Der Bach entspringt im Quarter Laborie auf der Höhe von Balca, nördlich von Balembouche. Er verläuft nach Süden und mündet bei Balembouche, kaum 150 m entfernt von der Mündung des Balembouche Rivers in den Atlantik.
Die benachbarten Flüsse sind Balembouche River im Osten und der Doree River im Westen. Der Bach verläuft auf weiten Strecken parallel zum Unterlauf des Balembouche Rivers.